# Joaquim Abadal i Calderó
Joaquim Abadal i Calderó (Vic, 1856 - Barcelona, 1917) fou un hisendat vigatà. President del Cercle Literari (1894-1895). Fundador de la Societat Arqueològica i del Museu Episcopal. Vicepresident de l'Ateneu Barcelonès (1912). President de la Federació Agrícola Balear. Autor de la biografia de Ramon Sala i Saçala quan es col·locà en la Galeria de Vigatans Il·lustres.

## Família
Joaquim Abadal és pare de Ramon d'Abadal i de Vinyals i germà de Raimon d'Abadal i Calderó. Es casà amb Concepció Vinyals i Pont, membre d'una família de propietaris de Flaçà.
Alhora, és oncle de Lluís Vila i d'Abadal, besoncle de Marià Vila d'Abadal i rebesoncle de Josep Maria Vila d'Abadal.